# La Puerta del Chocolate
La Puerta del Chocolate är en ort i Mexiko.   Den ligger i kommunen Turicato och delstaten Michoacán de Ocampo, i den södra delen av landet, 240 km väster om huvudstaden Mexico City. La Puerta del Chocolate ligger 811 meter över havet och antalet invånare är 106.
Terrängen runt La Puerta del Chocolate är lite kuperad. Runt La Puerta del Chocolate är det ganska glesbefolkat, med 25 invånare per kvadratkilometer. Närmaste större samhälle är Puruarán, 17,6 km nordväst om La Puerta del Chocolate. I omgivningarna runt La Puerta del Chocolate växer huvudsakligen savannskog.